# Air India Express
Air India Express (Hindi: एयर इंडिया एक्सप्रेस) is een Indiase lagekostenluchtvaartmaatschappij en heeft een hoofdkantoor, gevestigd in Kochi, deze zal de komende maanden verplaatst worden naar Gurugram. De maatschappij voert binnenlandse vluchten uit en vliegt naar het Midden-Oosten en Singapore. De maatschappij is geheel in handen van Air India.

## Geschiedenis
Air India Express ontstond in 2005 met de lancering van drie vluchten die gelijktijdig opstegen vanuit Trivandrum, Kochi en Kozhikode. De maatschappij werd gelanceerd met als doel gemakkelijke connectiviteit te bieden op internationale korteafstandsroutes voor Indiase expats. Air India Express werd de goedkope tegenhanger van Air India met meerdere hubs in heel India. 
Bij de Paris Air Show in 2023 plaatste Air India een order van 190 Boeing 737 MAX toestellen voor Air India Express. Deze worden sinds oktober 2023 geleverd. De maatschappij hoopt binnen vijf jaar een vloot van 170 toestellen te hebben. De vernieuwing van de vloot gaat samen met de verandering van de huisstijl, het logo en een compleet vernieuwde website op 18 oktober 2023.

Voormalig logo gebruikt tot 2023.

## Bestemmingen
Air India Express voert lijnvluchten uit naar (maart 2024):
| Binnenlandse bestemmingen | Deelstaat        | Internationale bestemmingen | Land                         |
| ------------------------- | ---------------- | --------------------------- | ---------------------------- |
| Amritsar                  | Punjab           | Abu Dhabi                   | Verenigde Arabische Emiraten |
| Bagdogra                  | West-Bengalen    | Al Ain                      | Verenigde Arabische Emiraten |
| Bangalore                 | Karnataka        | Manamah                     | Bahrein                      |
| Benares                   | Uttar Pradesh    | Dammam                      | Saoedi-Arabië                |
| Bhubaneswar               | Odisha           | Doha                        | Qatar                        |
| Calcutta                  | West-Bengalen    | Dubai                       | Verenigde Arabische Emiraten |
| Chennai                   | Tamil Nadu       | Jeddah                      | Saoedi-Arabië                |
| Dabolim                   | Goa              | Koeweit-Stad                | Koeweit                      |
| New Delhi                 | Delhi            | Muscat                      | Oman                         |
| Guwahati                  | Assam            | Ras al-Khaimah              | Verenigde Arabische Emiraten |
| Gwalior                   | Madhya Pradesh   | Riyad                       | Saoedi-Arabië                |
| Haiderabad                | Andhra Pradesh   | Sharjah                     | Verenigde Arabische Emiraten |
| Imphal                    | Manipur          | Changi                      | Singapore                    |
| Indore                    | Madhya Pradesh   | Salalah                     | Oman                         |
| Jaipur                    | Rajasthan        |                             |                              |
| Kannur                    | Kerala           |                             |                              |
| Kochi                     | Kerala           |                             |                              |
| Kozhikode                 | Kerala           |                             |                              |
| Lucknow                   | Uttar Pradesh    |                             |                              |
| Madurai                   | Tamil Nadu       |                             |                              |
| Mangalore                 | Karnataka        |                             |                              |
| Mumbai                    | Maharashtra      |                             |                              |
| Pune                      | Maharashtra      |                             |                              |
| Ranchi                    | Jharkhand        |                             |                              |
| Srinagar                  | Jammu en Kasjmir |                             |                              |
| Surat                     | Gujarat          |                             |                              |
| Tiruchirappalli           | Tamil Nadu       |                             |                              |
| Trivandrum                | Kerala           |                             |                              |
| Vijayawada                | Andhra Pradesh   |                             |                              |
| Visakhapatnam             | Andhra Pradesh   |                             |                              |

## Vloot
De vloot van Air India Express bestaat momenteel uit toestellen van zowel Boeing als Airbus. De kleurenschema’s hebben allemaal een andere staart, hierdoor is elk toestel uniek. Momenteel wordt een nieuwe livery geïntroduceerd en vliegt de maatschappij met zowel de nieuwe als oude livery.

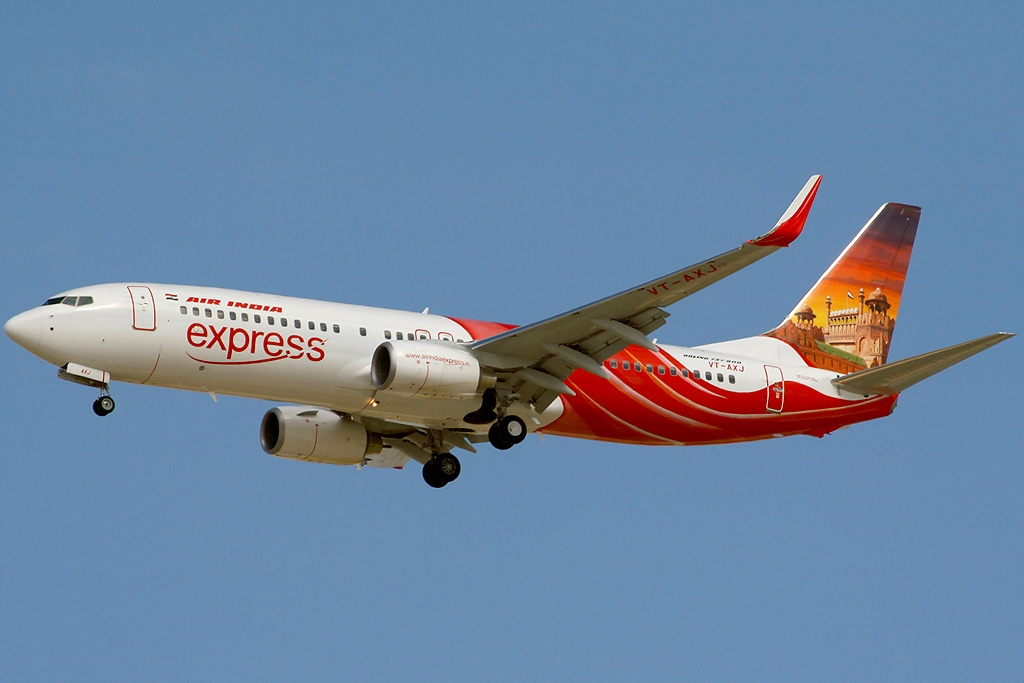
Boeing 737-800 in oude livery

| Type              | In dienst | Orders | Opmerkingen                                                  |
| ----------------- | --------- | ------ | ------------------------------------------------------------ |
| Airbus A320-200   | —         | —      | 23 toestellen worden overgenomen van AIX Connect.            |
| Airbus A320neo    | 3         | —      | VT-ATD in nieuwe livery.                                     |
| Boeing 737-800    | 26        | —      | Vliegen in oude kleurenschema.                               |
| Boeing 737 MAX 8  | 18        | 172    | Order met 50 extra opties. Alle toestellen in nieuwe livery. |
| Boeing 737 MAX 10 | —         | 172    | Order met 50 extra opties. Alle toestellen in nieuwe livery. |
| Totaal            | 47        | 172    |                                                              |

## Incidenten en ongevallen
- Op 22 mei 2010 crashte een Boeing 737 met vluchtnummer IX-892 op de Indiase luchthaven van Mangalore. Het toestel kwam uit Dubai en schoot tijdens de landing van de baan, waarna het in brand vloog. De Boeing kwam neer in bos- en heuvelachtig gebied, daarom was het voor de reddingswerkers niet makkelijk om deze plek te bereiken. 152 passagiers en 6 bemanningsleden kwamen om het leven.

- Op 7 augustus 2020 schoot een Boeing 737 met vluchtnummer IX-1344 door op de landingsbaan van de Indiase luchthaven van Kozhikode en brak in tweeën. De vlucht was vertrokken vanuit Dubai; 18 mensen kwamen om het leven en 138 raakten gewond.[8]